# Dinner in the Sky
Dinner in the Sky est un restaurant à thème belge qui a la particularité de proposer des repas à cinquante mètres au-dessus du vide car l'unique table est entièrement suspendue par une grue. L’événement a lieu depuis le 24 avril 2006. Les chefs étoilés cuisinent également devant les convives.
Ce restaurant opère dans 56 pays.

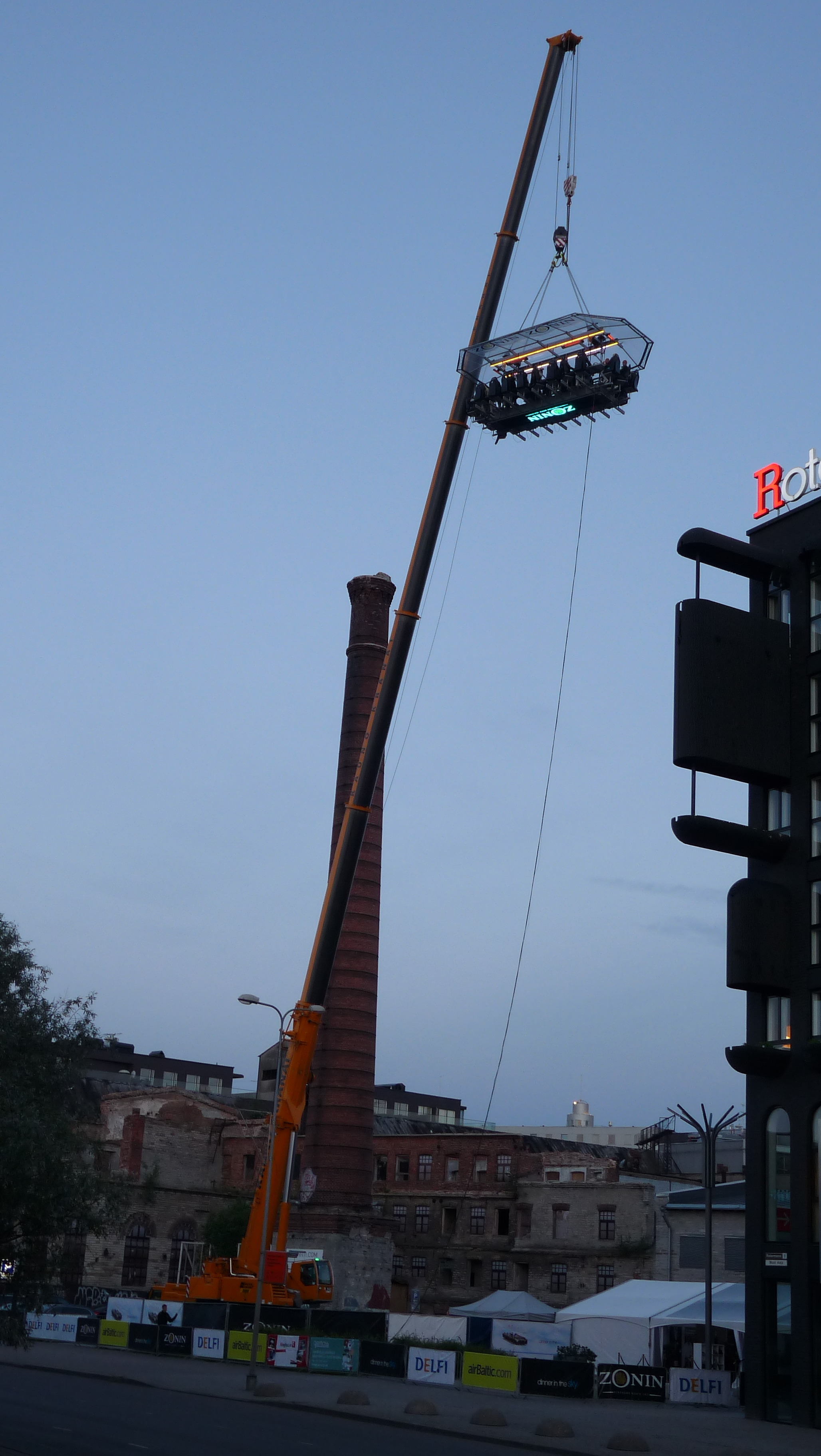
Dinner in the Sky à Tallinn en 2014.

Le magazine Forbes l'a désigné comme l'un des dix restaurants les plus insolites.
Pour ses dix ans, il s'est mis près de l'Atomium.